# Tameo Ide
Tameo Ide (jap. 井出 多米夫 Ide Tameo; ur. 27 listopada 1908, zm. 17 sierpnia 1998) – japoński piłkarz, reprezentant kraju.
W reprezentacji Japonii zadebiutował 25 maja 1930 w meczu przeciwko reprezentacji Filipin.

## Statystyki
| Reprezentacja Japonii | Reprezentacja Japonii | Reprezentacja Japonii |
| Rok                   | Mecze                 | Gole                  |
| --------------------- | --------------------- | --------------------- |
| 1930                  | 1                     | 0                     |
| Razem                 | 1                     | 0                     |